# Monedas de Galápagos
Las Monedas de Galápagos, fue una moneda ecuatoriana que circuló en las islas Galápagos, es una moneda resellada con el monograma RA atribuida a Rogelio Alvarado, quien fuera director de colecturía de la cárcel “Germania”, y quien recibió autorización para la introducción de monedas a las Islas Galápagos.
En 1883 se autorizó la circulación de moneda ecuatoriana en el archipiélago, para la cual se utilizó un resello en el que se aprecia un monograma entrelazado con las letras RA, correspondiente al nombre del responsable de la cárcel. El monograma se aplicó a las piezas numismáticas de plata de medio, un y dos décimos de sucres, y en las monedas de un medio sucre de 1984, cincuenta centavos y un sucre de los años 1884 al 1916, año en que se le derogan esas prerrogativas.